# Bernische Kunstgesellschaft

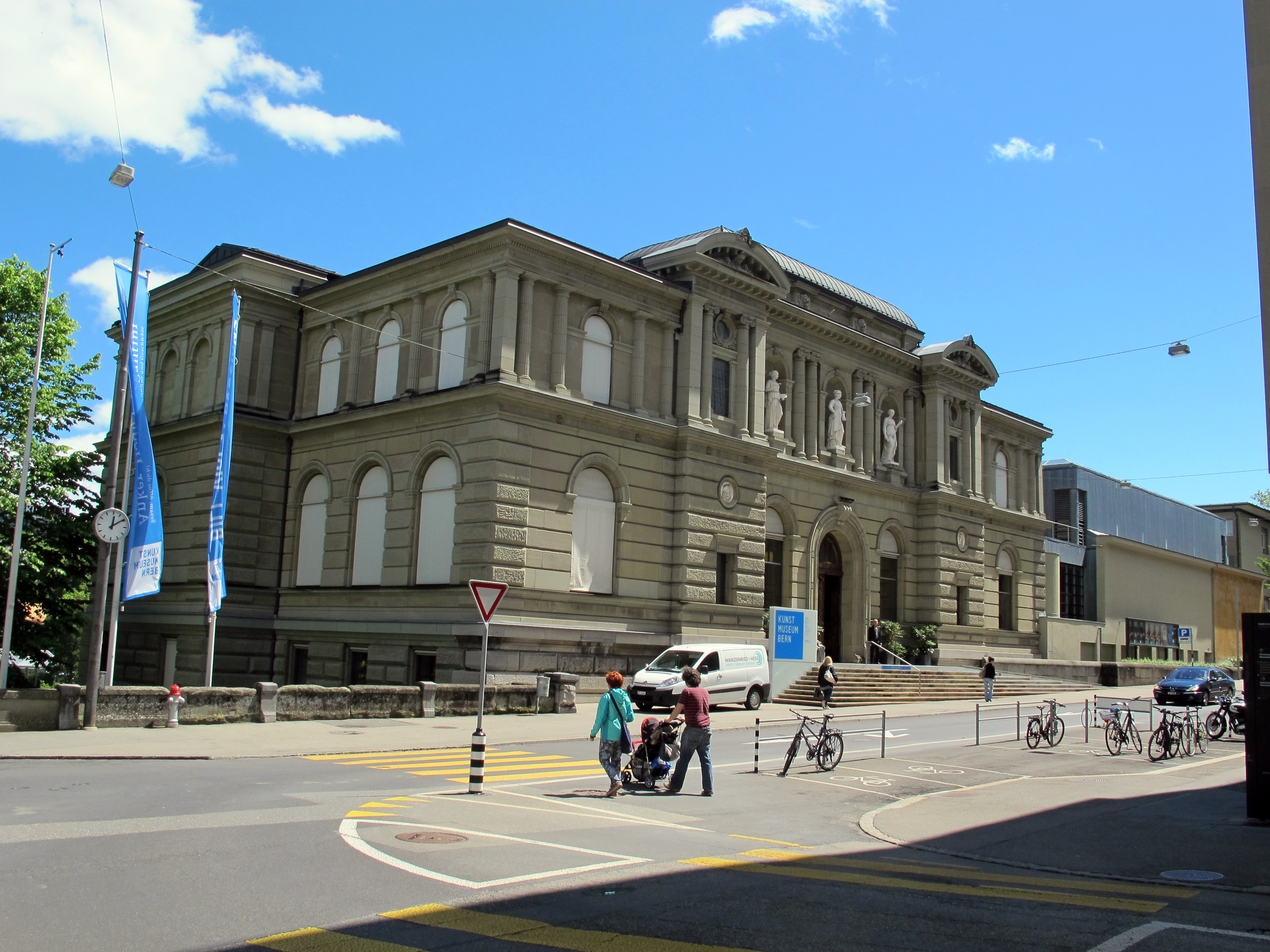
Sitz des Vereins ist das Kunstmuseum Bern

Die Bernische Kunstgesellschaft (BKG) ist ein Kunstverein in Bern. Sie wurde 1813 gegründet und gehört damit zu den ältesten Kunstvereinen im deutschsprachigen Raum.

## Geschichte
Am 22. Februar 1813 wurde in Bern die Bernische Künstlergesellschaft, wie sie damals hiess, auf Initiative von Sigmund von Wagner und Johann Rudolf Wyss, Professor der Philosophie, gegründet. Die Mehrheit der 18 Gründungsmitglieder waren Künstler, so zum Beispiel Franz Niklaus König, Simon Daniel Lafond, Heinrich Rieter und Valentin Sonnenschein.
Ab 1818 bis 1854 veranstaltete die BKG Ausstellungen. Da der kantonale Kunstverein ab 1854 diese Aufgabe übernahm, wandte sich die BKG anderen Tätigkeitsfeldern zu und begann, Kunstwerke zu kaufen. Sie erwarb Werke von Ferdinand Hodler, Cuno Amiet, Giovanni Giacometti und anderen. Schliesslich war die BKG massgeblich beteiligt an der Gründung des Kunstmuseums Bern, das 1879 seine Pforten öffnete. Die BKG engagierte sich aber auch für die Gründung der Kunstschule 1871 und der Kunsthalle Bern im Jahr 1918.

## Aktivitäten
Als eine der Gründungskörperschaften des Kunstmuseums Bern hat die BKG Einsitz im Stiftungsrat des Kunstmuseums Bern und der Dachstiftung Kunstmuseum Bern – Zentrum Paul Klee. Ihr derzeitiger Vertreter dort ist der Künstler Kotscha Reist. Sie hat ebenfalls Einsitz im Vorstand des Vereins Kunsthalle Bern. Dort ist Birgit Bucher Delegierte.
Jährlich vergibt die Bernische Kunstgesellschaft mit dem Louise-Aeschlimann-und-Margareta-Corti-Stipendium den am höchsten dotierten privaten Kunstpreis der Schweiz an bernische Kunstschaffende. Die Bernische Kunstgesellschaft fördert das Verständnis für die zeitgenössische Kunst und unterstützt insbesondere begabte junge Kunstschaffende, das Kunstmuseum Bern und die Kunsthalle Bern. Die BKG veranstaltet Führungen in Ausstellungen und organisiert Kunstreisen, Atelierbesuche und Vorträge.